# Amethyst
「Amethyst」（アメシスト）は、日本の音楽家であるYOSHIKIが1993年11月3日にリリースした1作目のシングル。1993年4月21日にリリースされたYOSHIKIの1作目のアルバム『Eternal Melody』からのシングル・カット。ビートルズのプロデューサーとして知られるジョージ・マーティンがプロデュースした。三菱電機企業CM曲。TBS系ドラマ『徹底的に愛は…』挿入曲。

## 概要
『Eternal Melody』を制作中のロンドンでViolet UKの作品として創作された。元ジャパンのミック・カーンとアメリカのシンガー、ディアナとでセッションしたデモをグラハム・プレスケットがクラシック・アレンジした。演奏はロンドン・フィルハーモニー管弦楽団。バイオリン・ソロはロンドン・フィルのスウェーデン人バイオリニスト、ヨアキム・スヴェンヘデンが務めた。
YOSHIKIは1994年12月末のX JAPANのコンサート『青い夜』『白い夜』のオープニングとして、それまで使用されていたフランク・マリノ&マホガニーラッシュの「WORLD ANTHEM」のカバーに代わる新しい楽曲を考えていたが、1994年12月10日から後楽園遊園地で行われた『X JAPAN DAYS』で、BGMとして流されていた「Amethyst」を聴いたHIDEがオープニングに使用することを提案。以降、2010年に参加したロック・フェスティバル『ロラパルーザ』で「Miracle」が使用されるまでX JAPANのコンサートのオープニングとして使われ続けた。
2002年12月に東京国際フォーラムで開催されたYOSHIKIのコンサート『YOSHIKIシンフォニックコンサート2002 with 東京シティ・フィルハーモニック管弦楽団 featuring VIOLET UK』ではViolet UKのボーカリストのドーターが歌い、2005年にリリースされたYOSHIKIの2作目のアルバム『ETERNAL MELODY II』に隠しトラックとして収録された。
カップリングにはNOAの「今を抱きしめて」のクラシック・バージョンが収録されている。

## 収録曲
| 全作曲: YOSHIKI。 |                                    |      |            |                        |      |
| #                 | タイトル                           | 作詞 | 作曲・編曲 | 編曲                   | 時間 |
| 1.                | 「Amethyst」                       |      | YOSHIKI    | グラハム・プレスケット | 6:20 |
| 2.                | 「今を抱きしめて Classic Version」 |      | YOSHIKI    | ディック・マークス     | 5:22 |

## パーソネル
| - ミキシング・エンジニア：   | ヘイドン・ベンドール                         |
| - アシスタント・エンジニア： | ジェフ・フォスター、スティーブ・オーチャード |
| - 指揮：                     | グラハム・プレスケット                       |
| - 演奏：                     | ロンドン・フィルハーモニー管弦楽団           |
| - マスタリング・エンジニア： | クリス・ブレア（アビー・ロード・スタジオ）   |

| - ミキシング・エンジニア：   | スティーブ・チャーチヤード                               |
| - アシスタント・エンジニア： | マイク・ストック、タール・ミラー、ポール・ヴェルテメール |
| - 指揮：                     | ディック・マークス                                       |
| - 演奏：                     | Y&Dオーケストラ                                          |
| - マスタリング・エンジニア： | クリス・ブレア（アビー・ロード・スタジオ）               |